# Sào Báy
Sào Báy là một xã thuộc huyện Kim Bôi, tỉnh Hòa Bình, Việt Nam.
Xã Sào Báy có diện tích 18,42 km², dân số năm 1999 là 3877 người, mật độ dân số đạt 210 người/km².